# Schloss Alsbach

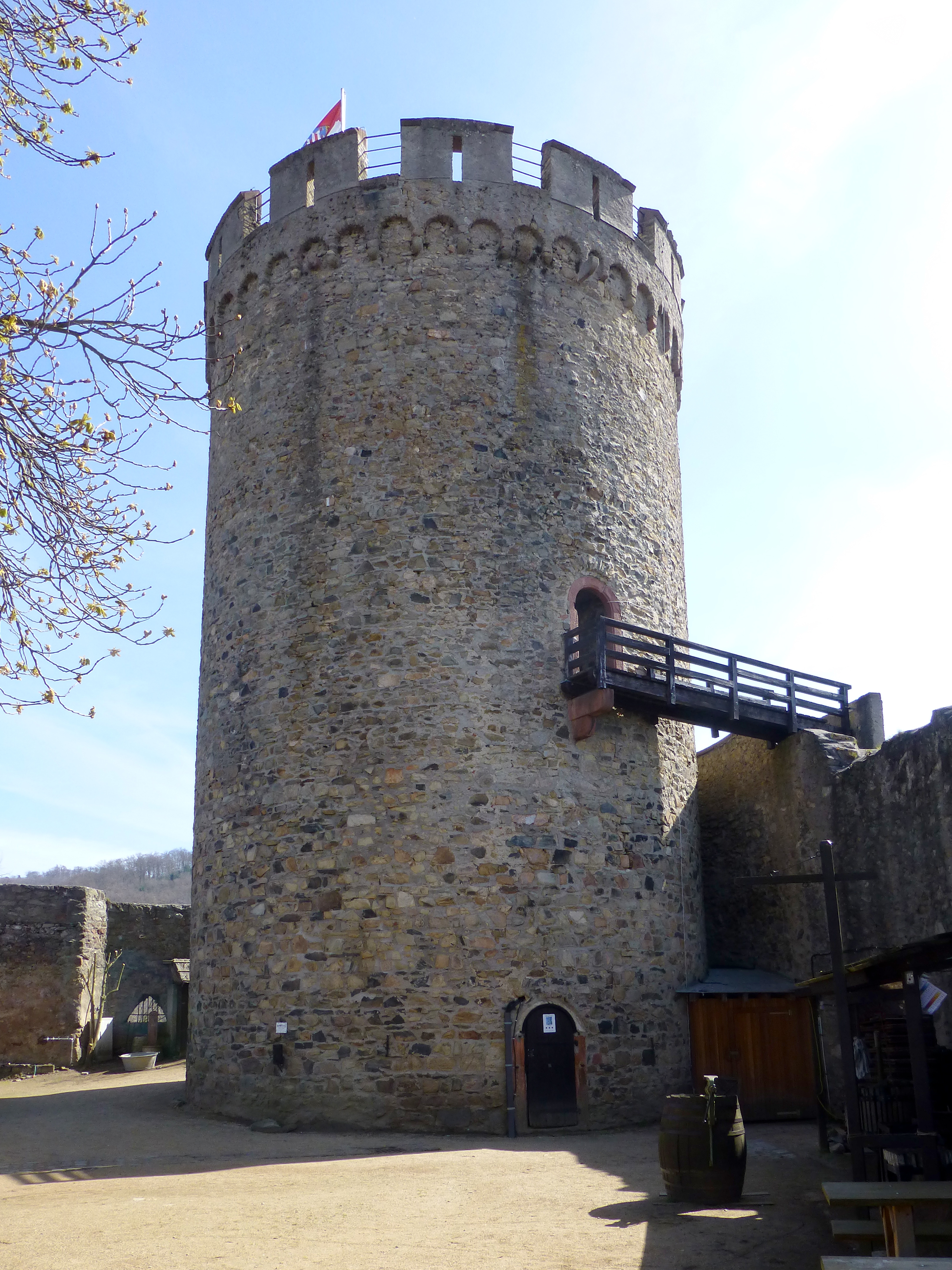
Bergfried des Alsbacher Schlosses

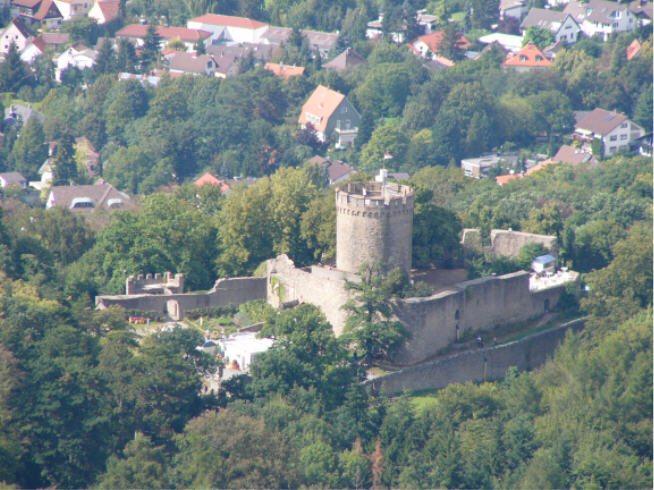
Schloss Alsbach; Blick vom Melibokus

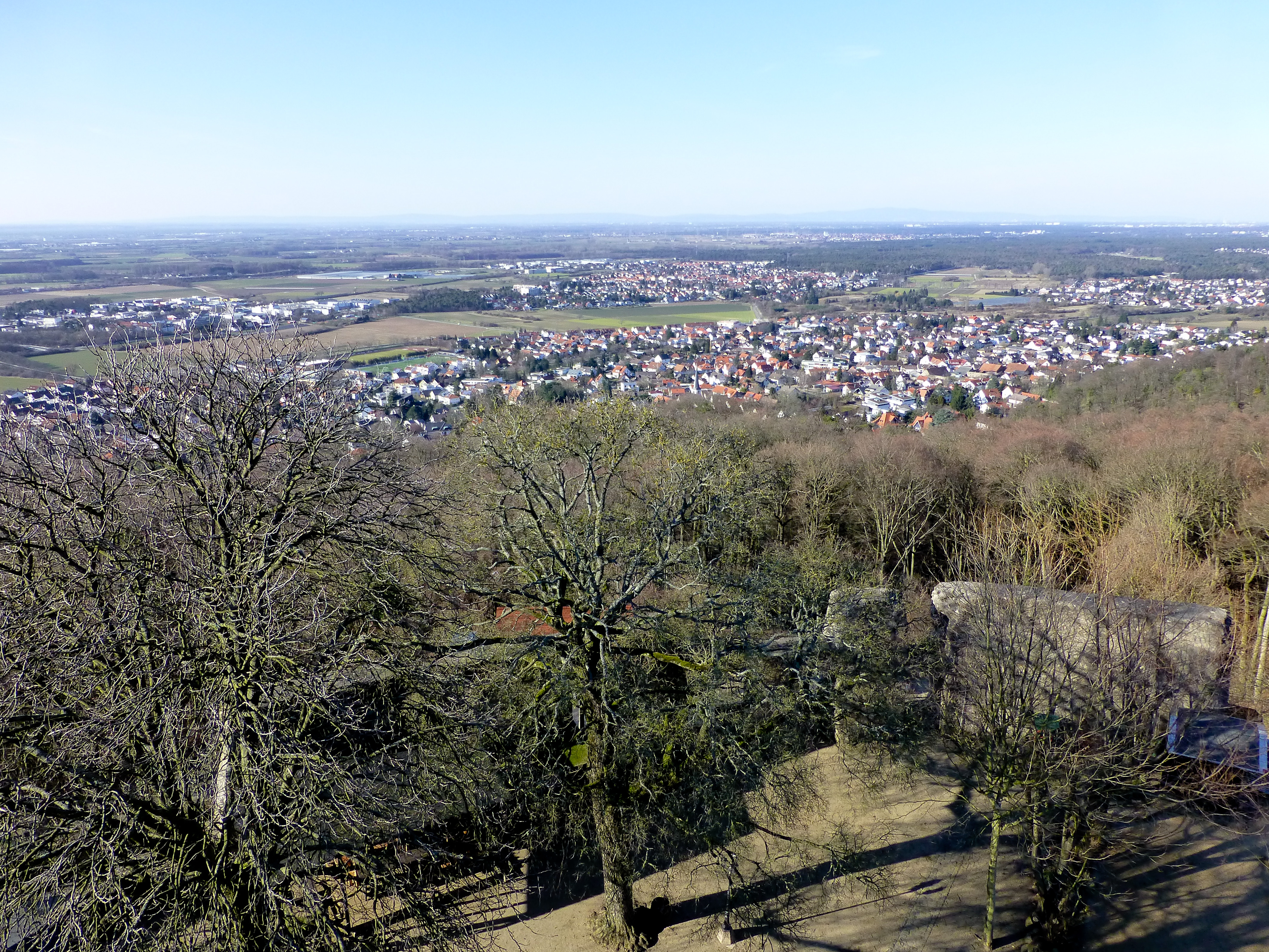
Blick vom Bergfried in die Rheinebene

Das Alsbacher Schloss liegt an der Bergstraße in der heutigen Gemeinde Alsbach-Hähnlein, Landkreis Darmstadt-Dieburg. Baulich handelt es sich eher um eine Trutzburg als eine Schlossanlage, und entsprechend lautet der ältere Name Burg Bickenbach.

## Geografische Lage
Sie liegt südlich von Darmstadt bei Alsbach am Rand des Odenwaldes an der hessischen Bergstraße, nördlich von Bensheim. Die Burg wurde auf der in die Rheinebene schauenden westlichen Spitze eines etwa 260 Meter hohen, gegenüber der Bauepoche heute bewaldeten, Berggrates unterhalb des Melibokus erbaut. Damit steht sie etwa 150 Meter über der sich westlich von ihr von Nord nach Süd erstreckenden Tiefebene.
Ihr nordöstlicher Nachbar entlang der Höhenzüge der Bergstraße ist die Ruine der Burg Jossa östlich Alsbachs, der südliche ist die Burgruine Schloss Auerbach oberhalb von Auerbach (OT von Bensheim) und ihr südwestlicher Nachbar war die abgegangene Obere Burg auf einem Bergsporn über Zwingenberg.

## Geschichte
Burg Bickenbach wurde etwa um 1235 von den Herren von Bickenbach auf der 257 m hohen Anhöhe über dem Dorf Alsbach, das schon 773 im Lorscher Codex erstmals erwähnt wurde, erbaut. Vorgänger war wahrscheinlich eine Motte bei Alsbach, auf dem sogenannten Weilerhügel. Seit dem 14. Jahrhundert war die Burg eine Ganerbenburg im gemeinsamen Besitz von sechs Eigentümern. Nach Raubüberfällen eines der Ganerben, Hartmann (auch Hamman) Ulner von Dieburg, auf Kaufleute der Stadt Frankfurt am Main berannte die Stadt im Jahre 1463 die Burg und brannte sie nieder. Die Anlage wurde jedoch bald wieder errichtet.
Von 1483 bis 1502 gelang es einem der Ganerben, Erasmus Schenk von Erbach († 1503), nahezu alle anderen Ganerben (darunter den Erzbischof von Mainz und die Grafen von Mansfeld) auszukaufen und die Burg und Herrschaft zu 5/6 in seinen Eigenbesitz zu bringen, und schon ab 1488 nannte er sich „Herr zu Erbach und Bickenbach“.
Als im Jahre 1504 der Landshuter Erbfolgekrieg, die sogenannte „Bayrische Fehde“, ausbrach, wurde Ruprecht von der Pfalz wegen seines Erbstreits mit Herzog Albrecht IV. von Bayern am 23. April von König Maximilian I. mit der Reichsacht belegt. Landgraf Wilhelm II. von Hessen, von Maximilian mit dem Vollzug der Acht betraut, nahm zunächst die pfälzische Burg Otzberg ein und belagerte danach, da die Schenken von Erbach Pfälzer Vasallen waren, das Alsbacher Schloss. Der Burgkommandant Hans Gans von Otzberg ließ es auf einen Sturm nicht ankommen und übergab dem Landgrafen am 9. Juni 1504 die Schlüssel der Burg. Nach dem Ende des Erbfolgekriegs gab Landgraf Wilhelm die Burg und das Amt Bickenbach nicht mehr heraus. Wilhelms Sohn Philipp der Großmütige ließ die Verteidigungswerke instand setzen und verstärken. In seinem Testament übertrug er die Burg und das Amt Bickenbach seinen Söhnen aus seiner Morganatischen Ehe mit Margarete von der Saale, den Grafen zu Diez. Sie scheinen es schon um 1562 in Händen gehabt zu haben. Nachdem 1575 der letzte der Grafen von Diez gestorben war, fiel der Besitz im Jahre 1577 an Landgraf Georg I. von Hessen-Darmstadt.
Im Laufe des 17. Jahrhunderts, vor allem jedoch im 18. Jahrhundert verfiel die Burg zusehends, so dass die Anlage heute lediglich als Ruine erhalten ist.
Die Kernburg war in einer klassischen Dreiecksform angelegt worden. Teile der äußeren Ringmauer sowie ein schmaler Zwinger sind ebenfalls erhalten. Am beeindruckendsten ist mit Sicherheit der mächtige – restaurierte – Bergfried, welcher u. a. von der Wehrmauer her zugänglich ist.

## Bergfried
Der Bergfried, der zunächst in der ersten Hälfte des 19. Jahrhunderts restauriert wurde, ist ein 19,3 m hoher runder Turm mit einem Durchmesser von 11 m. Er wurde innerhalb der Wehrmauer freistehend aufgemauert und dient heute als Aussichtsturm. Der Zugang erfolgt zunächst über eine geradläufige Steintreppe hinauf zur Wehrmauer und von dieser über eine Holzbrücke zum Eingang des Turms, der in 7,9 m Höhe liegt. Im Raum unterhalb dieses befindet sich das Verlies. Im Turm führt eine Holzwendeltreppe, im oberen Bereich eine Steintreppe zur Aussichtsplattform in 16,9 m Höhe. Hinter dem Treppenaustritt befindet sich ein kleines Podest in 17,9 m Höhe, neben dem eine Orientierungstafel angebracht ist. Vom Turm hat man eine sehr gute Aussicht in die Rheinebene und entlang der Bergstraße, bei klarer Luft auch zum Taunus im Norden und zum Pfälzerwald im Westen.

## Historischer und kultureller Förderverein Schloss Alsbach e. V.
Träger der Anlage ist heute der Bürgerverein Historischer und kultureller Förderverein Schloss Alsbach e. V., der die Anlage seit dem Jahr 2000 im Auftrag des Landes Hessen verwaltet. Um die Erhaltung der Burg zu finanzieren, werden zahlreiche Veranstaltungen angeboten. Der Verein wurde am 18. September 1997 auf Empfehlung der Liegenschaftsverwaltung des Landes Hessen (Landesvermögensverwaltung) der historische und kulturelle Förderverein Schloss Alsbach von dem Alsbacher Heraldiker und Historiker Dieter Krieger ins Leben gerufen. Er hat sich zum Ziel gesetzt, für die Burgruine zu werben, diese instand zu halten, zu pflegen, zu verschönern und zu restaurieren. Weiter soll der Verein durch kulturelle Veranstaltungen das hessische Kulturgut Schloss Alsbach den Besuchern attraktiv darstellen und zu einem beliebten und sehenswertem Ausflugsziel für die ganze Familie machen. Seit dem Jahr 2000 verwaltet der Verein das Schloss eigenständig.

## Veranstaltungen
Bekannt ist Schloss Alsbach wegen seiner vielfältigen Veranstaltungen. Insbesondere zum Kunst- und Handwerksmarkt an Pfingsten, dem größten Markt in der Region, wirkt das einmalige Ambiente zwischen Ritter, Gaukler, Handwerker- und Krämerständen. Die Veranstaltungen für Kinder wie Kinder-Ritterfest und Kelterfest sind ein Highlight der Region. Im Jahr 2005 hat sich eine neue Rittergruppe gebildet, die im Sinne der sogenannten Mittelaltermärkte das pseudomittelalterliche Leben als modernes Brauchtum pflegt. Neben der Nachbildung eines historischen Lagerplatzes wurde eine Schmiede erbaut. Bei Veranstaltungen wird altes Handwerk wie Schmiede- und Zimmererkunst, Bäckerei und Küche sowie das Schneidern zeitgenössischer Gewänder vorgeführt.

## Schlossgarten
Im Eingangsbereich und in der Vorburg wurden mehrere Kräutergärten eingerichtet. Sie teilen sich in einen historischen Teil mit Kräutern aus dem Garten der Hildegard von Bingen und dem Capitulare Kaiser Karls des Großen und einen neuzeitlichen Garten mit modernen Kräutern. Außerdem gibt es ein Rosarium mit historischen Duftrosen und einer mittelalterlichen Grasbank sowie einen Weingarten. Jährlich werden etwa 200 Halbliter-Flaschen des Schlossweins „Barbakan“ aus der Rebe Regent abgefüllt.

## Umgebung
Die Waldgebiete um die Burg sind als Natura-2000-Gebiet „Kniebrecht, Melibocus und Orbishöhe bei Seeheim-Jugenheim, Alsbach und Zwingenberg“ geschützt (FFH-Gebiet 6217-305).